# Vela en los Juegos Suramericanos de 2022: Snipe Mixta Abierta
La competencia de Snipe en Asunción 2022 se llevó a cabo entre los días 2 y 6 de octubre de 2022 en la playa de San José. Participaron 7 equipos.

## Resultados
| #                 | Velerista                                                              | Regata 1 | Regata 2 | Regata 3 | Regata 4 | Regata 5 | Regata 6 | Regata 7 | Regata 8 | Total |
| ----------------- | ---------------------------------------------------------------------- | -------- | -------- | -------- | -------- | -------- | -------- | -------- | -------- | ----- |
| Medalla de oro    | Argentina Augusto Mariano Amato Florencia Galimberti                   | 2        | (5)      | 3        | 1        | 1        | 2        | 1        | 2        | 12    |
| Medalla de plata  | Uruguay · Ricardo Fabini Belhot · Carolina Valeria Rodríguez Rodríguez | 2        | 3        | 1        | 2        | 2        | 3        | 4        | (5)      | 17    |
| Medalla de bronce | Chile · Matias Clemente Seguel Tagle · Constanza Seguel Tagle          | 4        | 2        | 4        | 4        | 4        | 1        | (5)      | 4        | 23    |
| 4                 | Brasil · Jose Irineu Souza Da Silva · Giovana Ferreira De Simas        | 5        | 1        | 2        | 6        | 5        | (7)      | 3        | 3        | 25    |
| 5                 | Ecuador · Jesus Alberto Bailon Reyes · Maria Emilia Moreno Naranjo     | 4        | 6        | 6        | 3        | 3        | 4        | (OCS)    | 1        | 27    |
| 6                 | Perú · Ismael Muelle Macchiavello · Alessia Zavala Valdez              | 6        | 4        | 5        | 5        | (DSQ)    | 5        | 2        | 6        | 33    |
| 7                 | Paraguay Carlos Schauman Alexia Schauman                               | 8        | DNF      | 7        | 7        | 6        | 6        | 6        | 7        | 47    |

DNS: No salió; DNF: No terminó, DSQ: Descalificado, OCS: Salida prematura